# عقل فطري

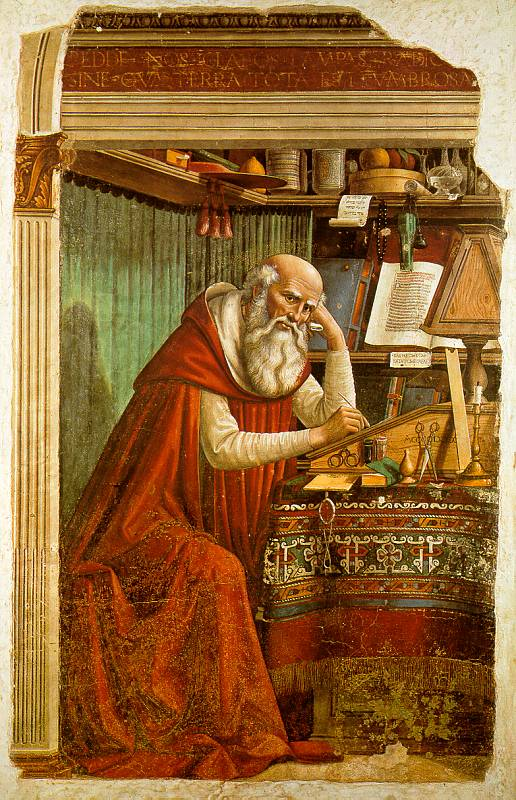

عقل فطري (بالإنجليزية: Synderesis) هو قدرة الحدس على إدراك المبادئ الأولى.